# Tommaso Siciliani
Tommaso Siciliani (Ginosa, 19 marzo 1882 – Noci, 23 gennaio 1964) è stato un avvocato, giurista e politico italiano.

## Biografia
Dopo l'armistizio dell'8 settembre 1943, fu  sottosegretario all'agricoltura, dal 16 novembre 1943 all'11 febbraio 1944, del Governo Badoglio I. 
Fu quindi Ministro delle comunicazioni dello stesso Governo dall'11 febbraio al 17 aprile 1944.
Dal 1951 al 1954 fu presidente dell'ordine degli avvocati di Bari.